# Euselasia abreas
Euselasia abreas är en fjärilsart som beskrevs av Edwards 1882. Euselasia abreas ingår i släktet Euselasia och familjen Riodinidae. Inga underarter finns listade i Catalogue of Life.